# (5509) Rennsteig
(5509) Rennsteig est un astéroïde de la ceinture principale.

## Description
(5509) Rennsteig est un astéroïde de la ceinture principale. Il fut découvert le 8 septembre 1988 à Tautenburg par Freimut Börngen. Il présente une orbite caractérisée par un demi-grand axe de 2,21 UA, une excentricité de 0,14 et une inclinaison de 2,2° par rapport à l'écliptique.

## Compléments